# Евгений (узурпатор)
Фла́вий Евге́ний (лат. Flavius Eugenius, ум. 6 сентября 394) — император-узурпатор Западной Римской империи в 392—394 гг.
После загадочной смерти императора Валентиниана II начальник имперской канцелярии Флавий Евгений с помощью военачальника Арбогаста был провозглашён в августе 392 года императором Запада Римской империи, что было сочтено на востоке империи узурпацией трона. 2 года правления христианина Евгения отмечены попыткой языческой реставрации на Западе. В результате интервенции императора Востока Феодосия I Великого узурпатор Евгений был захвачен и казнён в сентябре 394 года.

## Захват власти.392 год
Сведения о начальной биографии Евгения исчерпываются сообщением Сократа Схоластика: 

«В западных областях был один грамматик по имени Евгений. Сначала он преподавал римскую словесность, а потом, покинув школу, поступил в придворную военную службу и сделался царским секретарём».

Зосима рассказал, как Евгению удалось продвинуться на службе. Благодаря образованности и умению ладить с варварами он стал ближайшим помощником римского военачальника из франков Рихомера, который рекомендовал Евгения как надёжного друга своему племяннику, полководцу Арбогасту. Когда Рихомер удалился из Италии ко двору императора Востока Феодосия Великого, Евгений стал другом Арбогаста.
В 391 году Арбогаст был фактически правителем в Западной Римской империи при молодом императоре Валентиниане II, а Евгений занимал должность государственного секретаря (magister scrinorum). Валентиниан II, достигнув 20-летнего возраста, пожелал стать полновластным правителем, из-за чего разгорелся конфликт между ним и его полководцем Арбогастом. 15 мая 392 года в галльском городе Вьенне императора Валентиниана обнаружили мёртвым. По одной версии, он покончил жизнь самоубийством, по более распространённой — его убили по приказу Арбогаста.
Трон Западной Римской империи оказался вакантным на 3 месяца. По заведённому порядку император Востока Феодосий становился законным преемником Валентиниана, располагая полномочиями назначить нового императора-соправителя на Западе. Источники не сообщают о причинах задержки решения Феодосия, вероятнее всего, он просто не мог контролировать действия Арбогаста, который пользовался большим авторитетом в армии. Варварское происхождение Арбогаста (из франков) препятствовало ему самому стать монархом.
22 августа 392 года секретарь Евгений, личный друг Арбогаста, был провозглашён императором без одобрения Феодосия. По словам Орозия, «Арбогаст сделал тираном Евгения, избрав человека, которому пожаловал лишь титул императора, а управлять империей намеревался сам».

## Правление
Короткое правление Евгения характеризуется его стремлением восстановить мирное сосуществование христианства и язычества (политеизм), которое при прежних императорах Грациане и Валентиниане II подвергалось гонениям. Христианские историки обвиняли Евгения в попытке языческой реставрации в империи, хотя его меры ограничивались разрешением свободно исполнять традиционные обряды для подданных империи, среди которых ещё многие поклонялись старым богам. Сам Евгений, по словам Созомена, был «неискренно расположен к христианскому учению».
Он назначил на посты префектов Италии и Рима отца и сына Флавианов, которые увлекались гаданием по жертвенным животным и наблюдением звёзд, то есть занятиями, караемыми в Восточной Римской империи смертной казнью как колдовство. В Италии с разрешения Евгения возрождались языческие храмы. Епископ Медиолана Амвросий в знак протеста на время покинул столицу (Медиолан) и даже отказывался отвечать на письма императора, пока настолько не встревожился усилением языческой партии, что послал Евгению письмо с укором.
После успешных карательных походов Арбогаста за Рейн при Евгении некоторое время соблюдался мир с германцами. Историк Сульпиций Александр, известный только по фрагментам из сочинения Григория Турского, оставил такое сообщение о военном походе Евгения в Галлии:

«Затем тиран Евгений, отправившись в поход, поспешил к границе Рейна, чтобы возобновить, по обычаю, союз с королями алеманнов и франков и показать диким народам огромное по тому времени войско».

## Свержение.394 год
Император Феодосий резко расходился с Евгением в вопросе религиозной политики, кроме того, погибший император Запада Валентиниан был его родственником, братом жены Галлы. Когда посольство Евгения прибыло к Феодосию с целью получения признания, тот не дал определённого ответа, но, богато одарив послов, отправил их обратно, а сам начал приготовления к войне.
Намерение Феодосия не признавать узурпатора Евгения проявилось в январе 393 года, когда он провозгласил младшего сына Гонория императором-соправителем. Старший сын Аркадий стал соправителем отца и наследником Восточной Римской империи ещё раньше.
Летом 394 года Феодосий двинул армию в Италию.
6 сентября 394 года в предгорьях восточных Альп на реке Фригид (в совр. Словении) состоялось генеральное сражение. Передовой отряд войска Феодосия из 10 тысяч готов был полностью истреблён Арбогастом, что современник событий Орозий счёл «скорее благом, чем потерей». Положение Феодосия было критическим, и лишь наступление темноты спасло его от полного разгрома. По Зосиме, Евгений после прекращения боевых действий стал преждевременно праздновать победу и раздавать награды. Однако полководец Арбогаста Арбицион перешёл на сторону Феодосия, что, возможно, стало решающим фактором в поражении Евгения и Арбогаста.
На исходе дня в наступившей темноте воины Феодосия прорвались в лагерь узурпатора к его палатке. Евгений был схвачен и немедленно обезглавлен. Его голову на пике показали его войскам, которые в массе своей перешли на сторону Феодосия. Арбогаст бежал в горы, за ним выслали погоню, и он закололся, чтобы избежать пленения.
Император Феодосий на несколько месяцев стал единым правителем всей Римской империи. Перед своей кончиной в январе 395 года он успел назначить сына Гонория императором Западной Римской империи, доверив его защиту своему полководцу Стилихону.